# Polyporus admirabilis
Polyporus admirabilis är en svampart som beskrevs av Peck 1899. Polyporus admirabilis ingår i släktet Polyporus och familjen Polyporaceae.  Arten är reproducerande i Sverige. Inga underarter finns listade i Catalogue of Life.